# LG Menden

Logo

Die LG Menden ist eine Leichtathletikgemeinschaft aus Menden im Sauerland.
Die erste LG Menden wurde 1990 gegründet und war ein Zusammenschluss der Leichtathletikabteilungen der Vereine SV Menden 1864, TuS Lendringsen und des VfL Platte Heide.
1991 gewann Sigrid Wulsch im Trikot der LG Menden die Deutsche Meisterschaft im Marathonlauf. Sigrid Wulsch gilt mit ihren sieben Siegen auch als die Königin des Silvesterlaufes von Werl nach Soest. Volker Welzel konnte diesen ebenfalls 1983 und 1990 gewinnen.
Zum 31. Dezember 2008 wurde die LG Menden durch den Austritt der zwei Stammvereine SV Menden und VfL Platte Heide aufgelöst. Zum 1. Januar 2009 gründeten die jeweiligen Leichtathletikabteilungen vom Sportverein Menden 1864 und VfL Platte Heide eine neue LG Menden. Ihre Heimat ist das Huckenohlstadion. Dort finden sowohl das Training, als auch von der LG Menden ausgerichtete Wettkämpfe, insbesondere für Schüler und Jugendliche, statt.